# العنف على المرأة في نيوزيلندا
يوصف العنف على المرأة في نيوزيلندا بأنه جميع أنواع العنف التي تتعرض لها النساء بشكل غي متناسب مقارنة بالرجال والتي ترجع إلى عوامل اللامساواة بين الجنسين في المجتمع. تعتبر حكومة نيوزيلندا ونظام العدالة النيوزيلندي الجهود المبذولة لمنع العنف على المرأة والتصدي له كأولوية للتشريعات النيوزيلندية ولنظام العدالة الجنائية. القوانين الحالية الموجودة في نيوزيلندا المتعلقة بمنع العنف على المرأة والمعاقبة عليه هي قوانين دولية ومحلية على حد سواء. على الرغم من الجهود المبذولة لخفض مستوى العنف على المرأة في نيوزيلندا، لا تزال النساء يواجهن مستويات عالية من العنف.